# Piłka nożna na Igrzyskach Luzofonii 2006
Piłka nożna na Igrzyskach Luzofonii 2006, odbyła się w dniach 4–10 października 2006. Arenami zmagań były stadiony Estádio Campo Desportivo oraz Campo Desportivo e Pavilhão da U.C.T.M. W turnieju udział wzięli tylko mężczyźni. Tryumfowali Portugalczycy, którzy pokonali reprezentację Angoli 2–0. Brązowy medal z kolei przypadł reprezentantom Republiki Zielonego Przylądka, którzy pokonali Mozambik 1–0.

## Rezultaty

### Grupa A
| Drużyna                            | Pkt | Mecze | Zwycięstwa | Remisy | Porażki | Bramki zdobyte | Bramki stracone |
| ---------------------------------- | --- | ----- | ---------- | ------ | ------- | -------------- | --------------- |
| Republika Zielonego Przylądka U-21 | 6   | 2     | 2          | 0      | 0       | 10             | 0               |
| Indie U-21                         | 3   | 2     | 1          | 0      | 1       | 2              | 3               |
| Makau U-21                         | 0   | 2     | 0          | 0      | 2       | 0              | 9               |

| Indie                         | 2 – 0 | Makau |
| Republika Zielonego Przylądka | 3 – 0 | Indie |
| Republika Zielonego Przylądka | 7 – 0 | Makau |

### Grupa B
| Drużyna             | Pkt | Mecze | Zwycięstwa | Remisy | Porażki | Bramki zdobyte | Bramki stracone |
| ------------------- | --- | ----- | ---------- | ------ | ------- | -------------- | --------------- |
| Mozambik U-21       | 6   | 2     | 2          | 0      | 0       | 8              | 0               |
| Angola U-21         | 3   | 2     | 1          | 0      | 1       | 5              | 3               |
| Timor Wschodni U-21 | 0   | 2     | 0          | 0      | 2       | 0              | 10              |

| Mozambik       | 5 – 0 | Timor Wschodni |
| Angola         | 0 – 3 | Mozambik *     |
| Timor Wschodni | 0 – 5 | Angola         |

* Spotkanie Angola – Mozambik, zakończyło się walkowerem (0 – 3) na korzyść Mozambiku – reprezentanci Angoli nie pojawili się na spotkaniu.

### Grupa C
| Drużyna                                | Pkt | Mecze | Zwycięstwa | Remisy | Porażki | Bramki zdobyte | Bramki stracone |
| -------------------------------------- | --- | ----- | ---------- | ------ | ------- | -------------- | --------------- |
| Portugalia U-20                        | 6   | 2     | 2          | 0      | 0       | 9              | 0               |
| Wyspy Świętego Tomasza i Książęca U-21 | 3   | 2     | 1          | 0      | 1       | 3              | 6               |
| Gwinea Bissau U-21                     | 0   | 2     | 0          | 0      | 2       | 0              | 6               |

| Gwinea Bissau                     | 0 – 3 | Wyspy Świętego Tomasza i Książęca |
| Portugalia                        | 3 – 0 | Gwinea Bissau                     |
| Wyspy Świętego Tomasza i Książęca | 0 – 6 | Portugalia                        |

## Półfinały
|                               |       |          |
| Portugalia                    | 2 – 0 | Mozambik |
|                               |       |          |
| Republika Zielonego Przylądka | 1 – 2 | Angola   |

## Mecz o 3. miejsce
|          |       |                               |
| Mozambik | 0 – 1 | Republika Zielonego Przylądka |

## Finał
|            |       |        |
| Portugalia | 2 – 0 | Angola |

### Tabela medalowa
| Poz. | Państwo                       |   |   |   | Łącznie |
| 1    | Portugalia                    | 1 | 0 | 0 | 1       |
| 2    | Angola                        | 0 | 1 | 0 | 1       |
| 3    | Republika Zielonego Przylądka | 0 | 0 | 1 | 1       |
| Poz. | Państwo                       | 1 | 1 | 1 | 3       |